# Канский, Евгений Вячеславович
Канский Евгений Вячеславович (17 декабря 1907, Рига, Лифляндская губерния, Российская империя — 5 июля 1986) — латвийский и советский яхтсмен и буерист, шестнадцатикратный чемпион СССР, Заслуженный мастер спорта СССР .

## Биография

### Семейная история
Евгений Канский в семье рижского нотариуса Вячеслава Канского, который был заядлым яхтсменом — командором яхт-клуба в Майори, пригороде Риги. Вячеслав был сыном директора Варшавской 5-й мужской гимназии, действительного статского советника Иосифа Вячеславовича Канского и старообрядческой купеческой дочери Марии Самсоновны Поповой, чья семья жила в Риге с XVIII века и в 1788 году основала предприятие железных и стальных изделий «Братья Поповы». За заслуги перед Россией Иосиф Канский получил потомственное дворянство.
Вячеслав Иосифович после окончания Санкт-Петербургского университета и работы в Санкт-Петербургском окружном суде был откомандирован в Ригу на должность судебного следователя Туккумского уезда.
В 1903-м он товарищ прокурора Рижского окружного суда и остается в этой должности до 1914 года, когда выходит в отставку «с мундиром означенной должности» и становится рижским нотариусом, членом коллегии адвокатов. Его контора располагается на Песчаной улице (Смилшу), д. 6, а квартира — в доме № 23/25 на той же улице. По формулярному списку 1914 года Вячеслав Канский числится холостым, однако в 1907-м в результате романа с красавицей певицей Марией Александровной Лодочкиной у него рождается сын Евгений. Заподозрив даму сердца в неверности, Канский отправляет её вместе с ребёнком в Петербург.
Незаконнорожденный ребёнок приехал к отцу лишь через несколько лет, когда у мальчика выявились проблемы с лёгкими. Так Евгений познакомился с парусным спортом.

### Спортивная карьера Канских
В 1914 году яхта ревельского губернатора Amata села на камни в районе эстонского города Пярну. Вячеслав Канский купил эту яхту, построенную в Швеции в 1909 году. После ремонта яхты Вячеслав и Евгений Канские невероятно успешно участвовали на ней в парусных гонках.
После школы Евгений закончил судоводительский факультет мореходного училища и немного поработал штурманом в торговом флоте, но профессиональным судоводителем не стал, выбрав карьеру профессионального яхтсмена. К 1932 году количество призов яхты достигло двухсот. Это означает, что Канские практически не проигрывали гонок. Известен такой редкий в парусном спорте случай, когда во время международной регаты в Гавре Amata взяла восемь стартов и восемь раз пришла первой! 
До Второй мировой войны на своей яхте Amata Канские побывали в Англии, Франции, Испании. Евгений приходил во Францию на яхте своим ходом и крутил там баранку авто, испытывая автомашины французской компании Amilcar. Бывало, нанимался капитаном на суда богатых людей, выигрывая крупные гонки и поднимая престиж хозяев — это была в те годы распространенная практика.
Amata — единственная яхта, награжденная правительством Франции медалью за храбрость: в 1930 году во время Регаты Британской международной недели разразился небывалый шторм. Канский ушёл в открытое море, в то время как многие лодки, бросившиеся к спасительному берегу, разбились об него. Считали погибшей и Amata, поэтому ее возвращение в гавань встречал салют военных кораблей. Тогда о Евгении Канском написали все газеты. Он стал одним из самых известных и прославленных яхтсменов Европы.

### Невыездной чемпион
Перед Второй мировой войной Евгения Канского призвали в латвийскую армию. Но в 1940 году, с приходом советских войск, демобилизовали.
Всю войну Евгений проработал слесарем в автомобильной мастерской сельскохозяйственного кооператива «Гауя», скрываясь от гестапо.
После освобождения Латвии от фашистов Евгений Вячеславович начал тренировать молодых яхтсменов и продолжил карьеру парусного гонщика и тренера в СССР.
С 1951 по 1965 год 16 раз становился чемпионом СССР по парусному и буерному спорту — количество титулов превышает 14-летний период, когда они завоеваны, так как Канский был одним из немногих гонщиков, выступавших и в летних, и в зимних видах. Последний раз стал чемпионом в возрасте 58-и лет и получил звание Заслуженного мастера спорта СССР. В 72 года он еще стал серебряным призёром первенства СССР. Закончил выступать в 1983 году в возрасте 76 лет.
При этом Евгений Вячеславович ни разу не выступил под флагом СССР на международных регатах за пределами своей страны. Есть версия, что для того, чтобы быть включённым в сборную СССР, Канскому надо было переехать из Риги в Москву, а он отказался. Возможно, статус «невыездного» спортсмена Канский получил из--за наличия родственников за границей.
Входил в состав судейской бригады на Олимпийской парусной регате в Таллине, в 1980 году.
Скончался в Риге 5 июля 1986 года.

## Государственные награды
- Заслуженный мастер спорта СССР

## Семья
- Супруга — Зигрида Канская, мастер спорта СССР, многократная чемпионка Латвии и вице-чемпионка СССР в классе «Дракон».
- Сын — Эйжен (1962).
- Племянники — Юрий Канский, историк, краевед и Борис Куров, доктор экономики, основатель рижской бизнес-школы RISEBA.

## Память
В 2007 году в Риге была организована выставка, посвящённая 100-летию со дня рождения выдающегося латвийского и советского яхтсмена.